# Drabet på Hanne With
Drabet på Hanne With fandt sted nytårsnat 1. januar 1990 i hendes lejlighed på Fensmarkgade 39 på Nørrebro i København. Politiets efterforskning umiddelbart efter drabet førte ikke til et gennembrud. With blev sidst set i live, da hun var kørt i taxa fra Halmtorvet til sin lejlighed, ifølge taxachaufføren sammen med en yngre sportstrænet og karseklippet mand. Senere på natten blev hun fundet dræbt i lejligheden. Kriminalpolitiet afhørte mere end 150 mænd, men fandt på daværende tidspunkt ikke drabsmanden, som man formodede kom fra provinsen.
Drabet blev gennem årene løbende blevet efterforsket, og i takt med udviklingen i DNA-teknologien begyndte Københavns Politi især at koncentrere sig om analyser af DNA-materiale fundet på Withs bukser, og som med meget stor sandsynlighed strammede fra gerningsmanden. I 2002 blev der foretaget nogle dna-analyser af effekter fra gerningsstedet, og i september 2023 en såkaldt slægtskabssøgning. En analyse foretaget af Retsgenetisk Afdeling på Retsmedicinsk Institut gav politiet et gennembrud. Analysen påviste, at dna-materialet stammede fra et nært familiemedlem til en konkret person, hvis DNA fandtes i politiets DNA-register. Den 6. februar 2024 blev 53-årige Henrik Krogh Rasmussen anholdt og sigtet for drabet. Rasmussen blev anholdt på sin arbejdsplads i Nordjylland. 
Den 10. juli 2024 blev den da 54-årige Rasmussen fra Randers idømt 11 år og seks måneders fængsel for drabet, og valgte den 23. juli ikke at anke dommen.

## Baggrund
Hanne With (9. maj 1966 – 1. januar 1990) var to år, da hendes mor som 16-årig begik selvmord. Hun boede på institutioner og var i pleje, før hun fik hjem hos Bitten Weis, der tidligere havde været forstander for Københavns Kommunes børnehjem Nærumgård. I teenageårene levede hun et liv med kriminalitet og stoffer. Halvandet år forud for sin død blev hun venner med en jævnaldrende mand hun senere dannede par med.

### Drabsforløb
Den 23-årige narkoprostituerede Hanne With og hendes kæreste var nytårsaften, 31. december 1989, taget i byen i København. På Hovedbanegården mødte de nogle venner og bekendte. Hanne og de øvrige kvinder i selskabet besluttede sig for at indtage narkotika. Senere på aftenen ville With tjene nogle penge ved at sælge sex, hvilket på daværende tidspunkt foregik navnligt på og omkring Halmtorvet bag Hovedbanegården.
En kvinde formodet at være With, blev samlet op af en taxa i området omkring Skelbækgade og Sønder Boulevard. I taxaen var en mand, der ifølge politiets afhøring ytrede ønske om, at han ville "finde en luder". Taxaen kørte efterfølgende til Fensmarkgade. Noget tid senere samlede en anden taxachauffør ifølge politiets afhøringer en mand op ved Tagensvej og Mimersgade nær Fensmarkgade. Ifølge chaufføren talte han rigsdansk og blev kørt til Valby Station.
I lejligheden på Fensmarkgade finder Withs kæreste hendes lig da han senere på natten kommer hjem. Liget ligger i en blodpøl på gulvet med afskåret hals og stik fra med en stjerneskruetrækker samt savtakket kniv. Desuden var hun blevet kvalt, muligvis med en antenneledning fundet i lejligheden. Obduktionserklæringen angav dødsårsagen som kvælning. Formentlig blev hun stranguleret.

### Efterforskning og anholdelse
Politiet afhørte taxachaufførerne og Withs kæreste, men det lykkedes aldrig at finde gerningsmanden.
Da drabssager aldrig forældes i Danmark genoptog Københavns Politi i 2002 efterforskningen i form DNA-analyser af effekter fra Withs lejlighed, herunder bukserne hun var iført på gerningstidspunktet. I september 2023 fandt en slægtskabssøgning foretaget af retsgenetikere på Retsmedicinsk Institut ved Københavns Universitet, at DNA-sporene på effekterne med stor sandsynlighed stammede fra en søn hvis biologiske far var i politiets register. Det var ifølge politiet 100.000 gange mere sandsynligt, at blodet var fra Rasmussen end fra enhver anden tilfældig. DNA-spor fra Rasmussen blev sammenlignet med eksisterende materiale i politiets DNA-register – men i stedet for at søge efter en matchende profil, leder man efter nære familiemedlemmer til den person, der har afsat sin DNA. Metoden må ikke forveksles med genetisk slægtsforskning, som inddrager internationale, kommercielle DNA-databaser, og som på nuværende tidspunkt ikke bliver brugt af dansk politi.
Det var således muligt for politiet at finde frem til en 53-årig mandlig slagteriarbejder, der er født og opvokset på Djursland og bosiddende i Randers. Manden blev anholdt på sin arbejdsplads, et slagteri i Nordjylland, den 6. februar 2024 om formiddagen.
Den sigtedes søn var i politiets DNA-register fordi han i 2019 idømtes en bøde i en sag fra 2018 hvor strafferammen var op til mindst halvanden års fængsel, som er kravet for registrering. I 2018 blev sønnen sigtet for at have blufærdighedskrænket en kvinde til en fest ved blandt andet at have kysset hende. Da blufærdighedskrænkelse har en strafferamme på op til to år, tog politiet et mundskrab, der sikrede ham en plads i politiets DNA-register. Et register, der indeholder DNA fra personer, der er blevet sigtet for en forbrydelse, der kan give over 18 måneders fængsel. I sagen med den 53-åriges søn kom fængsel dog ikke på tale. Han blev idømt seks dagbøder à 200 kroner.
Sagen er en af 8 henlagte drabssager som er med i et pilotprojekt med brug af slægtskabssøgning i politiets DNA-register som startede i november 2023. Rigspolitiet blev efterfølgende blevet kritiseret for at have ventet med at begynde at anvende slægtskabssøgninger, idet gennembruddet i sagen muligvis kunne være sket 5 år tidligere.
Københavns Politi holdt pressemøde den 7. februar 2024 omkring sagen. De efterlyste desuden et vidne, som den 7. oktober 1991 kl. 21.20 havde ringet til dem med oplysninger i sagen. Vidnet havde fortalt, at han arbejdede på Vestjyske Slagterier i Lemvig, og at han mistænkte en tidligere kollega for at have begået drabet på With. Han mente endvidere at vide, at hans tidligere kollega havde opholdt sig i København på drabstidspunktet, og at han havde været på kursus på Slagteriskolen i Roskilde. Under pressemødet oplyste vicepolitiinspektør Brian Belling, at Rasmussen, hvis navn endnu ikke var offentligt kendt, havde gået på samme slagteriskole som vidne. Politiet modtog i det første døgn efter pressemødet 17 henvendelser. Per 9. februar var tallet 25.
I forbindelse med Rasmussens anholdelse undersøgte Østjyllands Politi om han kunne havde stået bag andre uopklarede drab. Blandt de uopklarede drabssager i politikredsen var Dobbeltdrabet i Randers, en sag om drab på to prostituerede, der begge blev dræbt med utallige knivstik på et bordel på Steen Blichers Gade 6 i Randers den 29. januar 2000. Der havde været flere mistænkte gennem tiden men ingen fældende beviser, selv om politiet fandt en del spor i form af dna-materiale og fingeraftryk. Derfor er sagen, trods flere års efterforskning af politiet i Randers og Rejseholdet, fortsat uopklaret.

### Grundlovsforhør og varetægtsfængsling
Rasmussen blev fremstillet i grundlovsforhør i Københavns Byret 7. februar 2024. Sigtelsen lød på manddrab efter straffelovens paragraf 237. Drabet skulle være sket 1. januar 1990 fra cirka klokken 01.15 til cirka klokken 02.10 i lejligheden på Fensmarkgade, hvor Rasmussen ifølge dommen dræbte With ved at udsætte hende for slag og spark og stikke hende med kniv og skruetrækker, hvorefter han kvalte hende.
Rasmussen nægtede sig skyldig og oplyste under grundlovsforhøret, at han fra 1989 til 1990 aftjente sin værnepligt på skibet Olfert Fischer på Holmen i København og derfor boede i byen. Nytårsaften 1989/1990 var som dengang 19-årige på værtshuset Lades Kælder i Kattesundet med en soldaterkammerat, der forlod stedet før sigtede. Rasmussen drak sig her beruset, hvorefter han tog tilbage til Holmen. Han afviste nogensinde har været sammen med en prostitueret og aldrig befundet sig på Fensmarksgade. Han afviste desuden at kende til, at der var prostituerede omkring Skelbækgade.
Imidlertid var anklagemyndighedens teori var dog, at det var Rasmussen, der samlede With op i taxaen, og at en form for konflikt opstod efter de to kom op i lejligheden på Fensmarkgade. Ved gennemførelsen af lejligheden blev der fundet 400 kr. i en pose bag en gasmåler. En veninde til With forklarede i retten, at 400 kr. var beløbet With normalt tog for sex. Anklagemyndigheden mente, at gerningsmanden efter at have dræbt With gennemsøgte lejligheden for at finde pengene.
Under grundlovsforhøret fortalte Rasmussen, at han havde arbejdet som slagter siden 1986. Desuden kom det frem, at han er tidligere dømt for både tyveri og røverier først i 1990'erne. Den sigtede afsonede dengang en fængselsstraf på et år og tre måneder, men stak undervejs af fra fængslet og begik et røveri.
Dommeren valgte efter grundlovsforhøret at varetægtsfængsle Rasmussen i 27 dage frem til 5. marts 2024. Dommeren lagde til grund, at der er en begrundet og særlig bestyrket mistanke mod den sigtede. Når en dommer har afsagt en kendelse om særligt bestyrket mistanke under et grundlovsforhør, så er den samme dommer udelukket fra at agere som dommer under den kommende retssag. Det vurderes, at dommeren allerede har taget stilling til skyldsspørgsmålet i en grad, så han ikke længere kan betragtes som upartisk.
Den kendte forsvarsadvokat Mette Grith Stage indvilligede i at forsvare Rasmussen, hvilket hun oplyste B.T.-podcasten Q&CO. Stage havde tidligere bl.a. været forsvarer for drabsdømte Thomas Thomsen i sagen om drabet på Mia Skadhauge Stevn.
Rasmussen, da 54-årig, blev den  9. april 2024 tiltalt for drabet på With.
Af anklageskriftet fremgik , at han var tiltalt for manddrab efter straffelovens paragraf 237 ved 1. januar 1990 mellem klokken 01.00 og 02.40 at have dræbt With med slag og/eller spark i hovedet og på kroppen, strangulation med et antennekabel, talrige stik og snit med saks, skruetrækker og kniv i nakken, på kæben, halsen og brystregionen. With blev blandt andet tildelt en 14 cm lang snitlæsion på forsiden af halsen, så hendes strube, spiserør og store pulskar blev skåret over.

## Retssagen
Anklagemyndigheden ved Københavns Politi oplyste i april 2024, at Rasmussen havde valgt, at sagen mod ham skulle føres som en domsmandssag og ikke som en nævningesag, hvilket er standarden for drabssager. Ved samme lejlighed oplyste anklagemyndigheden, at sagen skulle behandles i Københavns Byret over tre retsdage: 1. juli, 10. juli og 11. juli med forventet domfældelse 11. juli. Sagen førtes af specialanklager Søren Harbo fra Anklagemyndigheden ved Københavns Politi. Rasmussens forsvarer var Mette Grith Stage med Marianne Lund Larsen som dommer i sagen.

### Første retsdag
På den første retsdag 1. juli kom det frem, at Rasmussen nægter sig skyldig i drab, men erkender, at have været til stede i Withs lejlighed, om end han ikke husker det. Rasmussen huskede at have været på spillestedet Lades Kælder, men kunne grundet indtag af hash, kokain og speed ikke tydeligt erindre det videre hændelsesforløb nytårsaften 1990. Selv afviste han, at have været hos en prostitueret, men det bestred et vidne og tidligere ven af Rasmussen, der vidnede at han havde købt sex mindst én gang forinden drabet,, idet de to havde været på bordel sammen. DNA-undersøgelsen af blodet på Withs bukser fandt materiale, der med den højeste grad af sandsynlighed hidrørte fra Rasmussen.
Anklageren fortalte i retten, at Withs lejlighed var gennemrodet med flere blodstænk på eksempelvis skuffer og skabe. With blev fundet nøgen og indsmurt i blod, liggende på ryggen med venstre arm liggende bagud. Benene var adskilte og udstrakte. Hendes hals var delvist overskåret af en 14 cm lang snitlæsion på forsiden af halsen. Ved siden af hende lå en pung, der ligeledes var indsmurt i blod. Politiets teknikere fandt tre mulige gerningsvåben, der alle blev sikret: en større køkkenkniv, en stjerneskruestrækker med sort skæfte og en 115 mm lang saks. Der var blodudtrækninger i Withs øje og på kroppen, ligesom der var en hævelse i hovedet og tegn på vold. Ifølge Retsmedicinsk Institut døde With formodentlig af snitlæsionen ved halsen, eventuelt suppleret med kvælning.
Withs på gerningstidspunktet 22-årige kæreste vidnede i retten, at han aldrig ville glemme synet, der mødte ham, da han sparkede døren ind til lejligheden og så With. Klokken var omkring 00.30 da han ankom til lejligheden på Fensmarksgade, forklarede han dog uden at være helt sikker på tidspunktet. Det undrede ham, at With skulle brugte deres fælles lejlighed til prostitution.
Anklageren oplæste en afhøringsrapport fra 1990, hvori en taxachauffør fra Københavns Taxa fortalte hvad han havde oplevet. Han henvendte sig, fordi han kunne genkende et billede af With. Chaufføren fortalte, at han samlede en mand op og kørte til et område på Vesterbro, hvor de samlede en prostitueret op, som menes at have være With. Efterfølgende blev de to kørt til Fensmarksgade. Taxachaufføren beskrev manden som "ædru og fornuftig" samt "opstemt og aktiv". Taxachaufføren var afgået ved døden forinden retssagen og hans vidneforklaring blev læst højt.
Afslutningsvis fortalte anklageren, at nogle linoleumsfliser blev sikret fra Withs køkken, hvorpå der ved undersøgelse i 2024 også blev fundet blod fra Rasmussen.

### Anden og sidste retsdag
Den 10. juli trådte domsmandsretten sammen igen. På sagens anden dag skulle de sidste vidner afgive forklaring, ligesom anklager og forsvarer skulle procedere.
Det første ekspertvidne, en ekspert i aftryk fra fingre, håndflader og fødder fra National enhed for Særlig Kriminalitet udlagde det som 100 procent sikkert, at det i Withs lejlighed fundne barfodsaftryk stammede fra Rasmussen. Dernæst fortalte en retsmediciner at det stiksår i halsen, som With pådrog sig, påførtes med en vis kraft, og at størstedelen af skaderne på hende skete, mens hun stadig var i live. Der er desuden flere tegn på, at hun var blevet udsat for stump vold, sagde retsmedicineren.
Anklageren dokumenterede, at blodpletter på Withs cowboybukserne indeholdt en større mængde DNA-materiale, der med størst mulige sandsynlighed – én til en million – stammer fra Rasmussen. For så vidt angik det antennekabel, som han mentes at have stranguleret With med, kunne man også på grund af DNA-spor konstatere, at det var 1880 gange mere sandsynligt, at det stammer fra ham, end fra en tilfældig anden person.

I sin procedure opsummerede anklageren sagen og lagde særligt vægt på, at Rasmussen i grundlovsforhøret gav en ret detaljeret beretning af hændelsesforløbet, hvor han han forklaret, at han havde indtaget øl, hash  narkotika samt erkendte at have haft et blackout fra han forlod Lades Kælder til han kom hjem til skibet Olfert Fischer. Det fik anklageren til ikke at tro på Rasmussens forklaring:
 "Min konklusion er, at jeg ikke tror, han taler sandt. Han husker, at han har slået Hanne With ihjel. Han var ikke så beruset og skæv på stoffer, som han har forklaret. Men han kan ikke få sig selv til at afsløre den grusomme hemmelighed, han har båret på i så mange år".

 — Anklager Søren Harbo, 10. juli 2024
Der var tale om en blodrus, argumenterede anklageren og bemærkede videre, at tiltalte ikke havde kunnet anskueliggøre, hvordan hans DNA kunne have endt på Withs bukser. Der var for anklageren ingen tvivl om, at der var tale om fortsæt fra tiltaltes side – og dermed ikke vold med døden til følge.
I sin vurdering af den passende straf lagde anklager Harbo sig op ad, hvad der var gængs praksis i 1990. Udgangspunktet var dengang 12 års fængsel. Idet Rasmussen tidligere var blevet idømt fængselsstraffe delvist afsonede fængselsstraffe endte han dog på en straf på 11 år og to måneders fængsel.
Stage erkendte i sin procedure, at det så "skidt ud" for sin klient, men understregede samtidig, at han ikke huskede hændelserne nytårsaften 1990, og at der ikke blev fundet hverken DNA eller fingreaftryk fra ham på kniven, skuetrækkeren eller saksen fundet i lejligheden. Hun argumenterede for maksimalt ti års fængsel og mente, at det skulle tillægges betydning, at tiltalte ikke havde begået kriminalitet de seneste 30 år.
Kort før frokost meddelte dommeren at der ville falde dom samme dag kl. 15.30.
En enig domsmandsret i såvel skyldsspørgsmålet som straffen idømte derefter tiltalte, Henrik Krogh Rasmussen 11 år og seks måneders fængsel. Retten lagde til grund, at With døde af snitlæsionen i halsen kombineret med strangulering, formentlig med et antennekabel. Retten fandt i tillæg, at With blev udsat for vold i form af mange slag og spark i hovedet og på kroppen og adskillige stik og snit. Nogle af skaderne blev påført efter hendes død, vurderede retten. Retten hæftede sig også ved, at der var DNA-spor, og retten fandt det bevist, at tiltalte havde opholdt sig i lejlighed på gerningstidspunktet, og havde fortsæt til at dræbe With.
Forsvarer Stage meddelte efter dommen, at tiltalte udbad sig betænkningstid hvad angik spørgsmålet om at anke dommen. Den 23. juli valgte Rasmussen ikke at anke. Stage udtalte: "Min klient vil gerne bare i gang med sin afsoning af dommen snarest muligt, således at han og hans familie kan komme videre, så derfor modtager han den (dommen)".